# Boyd Tinsley
Boyd Tinsley (f. 1964) er en amerikansk musiker. Han spillede violin i Dave Matthews Band og var med fra starten i 1991 i Charlottesville, Virginia. Boyd har udgivet en soloplade med titlen "True Reflections" i 2003.